# 中国人民政治协商会议全体会议
中国人民政治协商会议全体会议，是1949年至1954年间中国人民政治协商会议的最高组织形式，在全国人民代表大会成立前代行全国人民代表大会的职权。

## 历史

### 筹建新中国（1949）
1949年9月21日至30日，中国人民政治协商会议第一届全体会议在北平（1949年9月27日会议通过决议定都北平，并且自即日起将北平更名为北京）举行。此次会议共46个单位的662位代表。中国人民政治协商会议第一届全体会议的参加单位、名额及代表人选是由新政治协商会议筹备会协商决定。本次会议代行了全国人民代表大会的职权：制定了《中国人民政治协商会议组织法》、《中华人民共和国中央人民政府组织法》以及发挥临时宪法作用的《中国人民政治协商会议共同纲领》，选举了中华人民共和国中央人民政府委员会，通过了有关中华人民共和国国都、纪年、国歌、国旗的4个决议案。会议选举出中国人民政治协商会议第一届全国委员会。会议通过了《中国人民政治协商会议第一届全体会议宣言》，宣告中华人民共和国成立。
1949年9月29日中国人民政治协商会议第一届全体会议通过的《中国人民政治协商会议共同纲领》第十三条规定：“中国人民政治协商会议为人民民主统一战线的组织形式。其组织成分，应包含有工人阶级、农民阶级、革命军人、知识分子、小资产阶级、民族资产阶级、少数民族、国外华侨及其他爱国民主分子的代表。在普选的全国人民代表大会召开以前，由中国人民政治协商会议的全体会议执行全国人民代表大会的职权，制定中华人民共和国中央人民政府组织法，选举中华人民共和国中央人民政府委员会，并付之以行使国家权力的职权。在普选的全国入民代表大会召开以后，中国人民政治协商会议得就有关国家建设事业的根本大计及其他重要措施，向全国人民代表大会或中央人民政府提出建议案。”
1949年9月27日中国人民政治协商会议第一届全体会议通过的《中国人民政治协商会议组织法》具体规定了中国人民政治协商会议全体会议的召集、职权等内容。

### 推迟会议、拟设人大（1952）
1952年10月，刘少奇率领中共代表团出席苏共十九大。按照毛泽东的要求，刘少奇于10月20日通过书信向斯大林“请示”几个问题。按照《中国人民政治协商会议组织法》，中国人民政治协商会议全体会议每三年开会一次，所以自1949年开会之后，应在1952年召开第二次全体会议。刘少奇在信中陈述的上述情况，并称“如果在最近不召开人民政协的第二次全体会议，那就应该在明年或至迟后年召开第一次全国人民代表大会。因为人民政协在全国有很好的信誉，各民主党派也愿意召开人民政协，而不积极要求召开全国人民代表大会，全国选举的准备工作也还有些不够，因此，我们考虑在明年春夏之间召开人民政协的第二次全体会议，而把全国人民代表大会推到三年以后去召开。”刘少奇在信中还表示，在目前过渡时期可暂不制定《中华人民共和国宪法》，而以《中国人民政治协商会议共同纲领》代替宪法，且可不断修改《中国人民政治协商会议共同纲领》，待中国基本进入社会主义后，再制定社会主义性质的宪法。
1952年10月26日，刘少奇在给“毛泽东并中央”的电报中汇报了他和斯大林会谈的情况。斯大林在会谈中表示，“如果你们没有准备好，全国人民代表大会可暂不召开，而开政协会议。但政协不是人民选举的，这是一个缺点，对外来说，如果有人在这一点上加以攻击，人们会不大了解”；电报中还说到，“斯(大林)同意我们的计划所说要准备的宪法”。　10月28日，刘少奇与斯大林继续会谈，刘少奇问“…斯大林同志应准备的宪法，是否指社会主义性质的宪法？”斯大林回答“不是，我说的是现阶段的宪法”。　刘少奇试图向斯大林解释继续适用《中国人民政治协商会议共同纲领》的必要性，而斯大林则表示反对说，“如果你们不制定宪法，不进行选举，敌人可以用两种说法向工农群众进行宣传反对你们：一是说你们的政府不是人民选举的；二是说你们国家没有宪法。因政协不是人民选举产生的，人家就可以说你们的政权是建立在刺刀上的，是自封的。此外，共同纲领也不是人民选举的代表大会通过的，而是由一党提出，其他党派同意的东西，人家也可以说你们国家没有法律。你们应从敌人（中国的和外国的敌人）那里拿掉这些武器，不给他们这些借口。”“如果人民选举的结果，当选者共产党员占大多数，你们就可以组织一党的政府。其他党派在选举中落选了，但你们在组织政府中可给其他党派以恩惠，这样对你们更好。”
斯大林的“建议”促使中共中央不得不放弃初衷，转而决定在1953年召开全国人民代表大会（后来推迟到1954年召开）。于是中国人民政治协商会议全体会议便没有在1952年开会，此后也再未开会。

### 人大立宪、政协重组（1954）
1954年9月，第一届全国人民代表大会第一次会议在北京召开。会议通过并公布了《中华人民共和国宪法》。至此，中国人民政治协商会议全体会议不再代行全国人民代表大会职权。
1954年10月28日，中国人民政治协商会议第一届全国委员会常务委员会第六十一次会议在北京举行，在北京的中国人民政治协商会议第一届全国委员会委员，第一届全国人民代表大会常务委员会委员，国务院副总理、部长，国防委员会委员列席会议。国务院总理周恩来在会上代表中共中央就召开中国人民政治协商会议第二届全国委员会第一次会议的准备工作提出了如下建议：（1）政协第二届的组织形式从原先的全体会议、全国委员会、常务委员会三层改成全国委员会、常务委员会两层，全国委员会将由各民主党派、各人民团体推出的代表作为基础组成；（2）《中国人民政治协商会议共同纲领》内容大部分已被纳入《中华人民共和国宪法》，政协第二届不再制定共同纲领，今后各民主党派、各人民团体除了根据《中华人民共和国宪法》规定的目标奋斗外，在修改的《中国人民政治协商会议组织法》的前面规定共同遵守的几条原则作为总纲。会上还决议，由各民主党派先在内部讨论以上中共中央的建议，随后在中国人民政治协商会议全国委员会工作会议上协商，拟出方案，提请中国人民政治协商会议全国委员会常务委员会批准。1954年12月4日，中国人民政治协商会议第一届全国委员会常务委员会第六十二次会议在北京举行，决定接受中共中央的建议。自第二届政协开始，中国人民政治协商会议不再设中国人民政治协商会议全体会议。
1954年12月召开的中国人民政治协商会议第二届全国委员会第一次会议决定废止《中国人民政治协商会议组织法》，另行起草《中国人民政治协商会议章程》。1954年12月25日，中国人民政治协商会议第二届全国委员会第一次会议通过了《中国人民政治协商会议章程》。章程规定中国人民政治协商会议的全国机构分为中国人民政治协商会议全国委员会、全国委员会常务委员会两层。中国人民政治协商会议全体会议由此正式取消。

## 召集
《中国人民政治协商会议组织法》第三章“全体会议”第六条规定：“中国人民政协全体会议，每三年开会一次，由全国委员会召集之。全国委员会认为有必要时，得提前或延期召集之。但第一届由中国人民政协筹备会召集之。”

## 职权
《中国人民政治协商会议组织法》第七条规定：“中国人民政协全体会议的职权如左：
- 一、制定或修改中国人民政治协商会议组织法；
- 二、制定或修改由参加中国人民政协的各民主党派及人民团体共同遵守的新民主主义的纲领即中国人民政治协商会议共同纲领；
- 三、在普选的全国人民代表大会召开以前，执行全国人民代表大会的职权：
  - 甲、制定或修改中华人民共和国中央人民政府组织法；
  - 乙、选举中华人民共和国中央人民政府委员会，并付之以行使国家权力的职权；
  - 丙、就有关全国人民民主革命事业或国家建设事业的根本大计或重要措施，向中华人民共和国中央人民政府委员会提出决议案。
- 四、在普选的全国人民代表大会召开以后，就有关国家建设事业的根本大计或重要措施，向全国人民代表大会或中央人民政府委员会提出建议案；
- 五、选举中国人民政协全国委员会。”[3]

## 组织结构
根据《中国人民政治协商会议组织法》的规定，中国人民政治协商会议全体会议设主席团、秘书长一人，均由全体会议选举；设副秘书长若干人，由主席团选任。在秘书长及副秘书长之下，设有秘书处。中国人民政协全体会议得设各种委员会。

## 历届全体会议
中国人民政治协商会议全体会议仅开过一届，即中国人民政治协商会议第一届全体会议。第一届全体会议仅在1949年9月召开过一次，此后未再召开，直到1954年取消全体会议。